# Brasside
Brasside est un village de banlieue britannique situé près de Durham, dans la paroisse civile de Framwellgate Moor (en) dans le comté de Durham, en Angleterre. Il est situé au nord de Durham à proximité des villages de Pity Me (en) et de Newton Hall (en).
Brasside abrite la prison de Frankland (prison pour hommes) et la prison de Low Newton (en) (prison fermée pour femmes adultes et jeunes délinquants). Les deux établissements, gérés par le HM Prison Service, l'administration britannique chargée de la gestion du système pénitentiaire d'Angleterre et du Pays de Galles, sont des prisons à sécurité maximale, abritant certains des détenus les plus violents et les plus dangereux du pays..
Le parc à thème Adventure Valley est également situé à Brasside.